# Església de Sant Martí de Surroca
Sant Martí de Surroca és una església del municipi d'Ogassa (Ripollès) inclosa en l'Inventari del Patrimoni Arquitectònic de Catalunya. L'església de Sant Martí de Surroca es troba aïllada prop d'una cinglera de la serra Cavallera.

## Descripció
Està orientada a llevant i la seva planta és de nau única amb absis semicircular com a capçalera. La coberta de la nau és de volta de canó, amb un arc faixó a l'últim quart. L'absis és cobert amb volta de quart d'esfera i separat de la nau per un plec del mur, mentre que l'exterior està decorat per arcuacions cegues i bandes llombardes i té una finestra lleugerament descentrada de l'eix de l'església. La portada, situada a la paret sud, és d'una arcada formada per grans dovelles i guardapols. A l'extrem de ponent se li va afegir a principis del XVI un campanar que segueix l'estructura de la nau, té dos pisos i està cobert a doble vessant.
Les modificacions que l'església ha sofert al llarg del temps han estat eliminades per una restauració feta l'any 1986 per l'arquitecte J.M. de Ribot. Es va refer la volta, es suprimiren les capelles laterals i la sagristia que encobria part de l'absis, es van separar les cobertes de la nau i de l'absis (abans seguides) i es feren dues finestres noves a la unió de l'absis i la nau a la paret sud.

## Història
L'església està documentada des del 1090 i el 1104 fou reedificada i tornada a consagrar, el que fa pensar que ja era un edifici antic. L'any 1410 hi ha importants obres de consolidació documentades a un permís del bisbe Alfons de Tous. El campanar afegit a principis del XVI està documentat a les visites pastorals, així com a altres obres el 1576 i 1595. El 1774 es feren les últimes obres importants fins a la restauració de 1986.